# Vorunah
Albums de Sarke
Oldarhian
(2011)
Vorunah est le premier album du groupe de black metal norvégien Sarke, sorti en 2009 par Indie Recordings. L'album a été réalisé par le duo Sarke(instrumental) et Nocturno Culto(voix).

## Track listing
1. Primitive Killing – 4:21
2. Vorunah – 4:02
3. The Drunken Priest – 3:25
4. Frost Junkie – 6:24
5. Old – 3:42
6. Cult Ritual – 6:34
7. 13 Candles – 6:57
8. Dead Universe – 2:06

### Musiciens
- Thomas Berglie (alias Sarke) - Tous les instruments
- Nocturno Culto - Chant